# Heroon

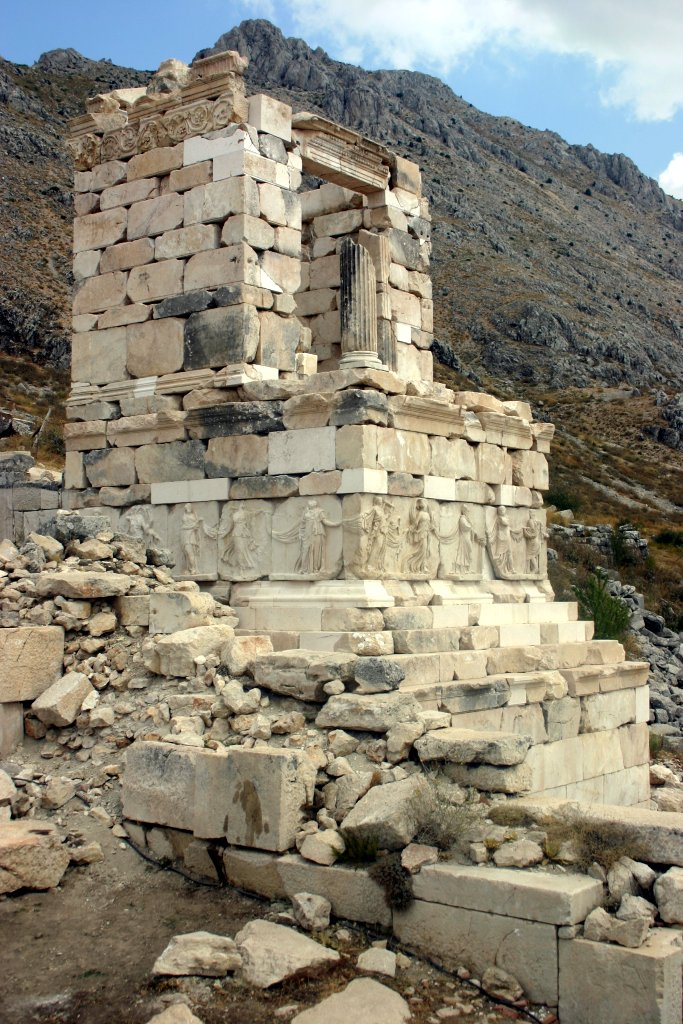
Heroon en Sagalassos, Turquía.

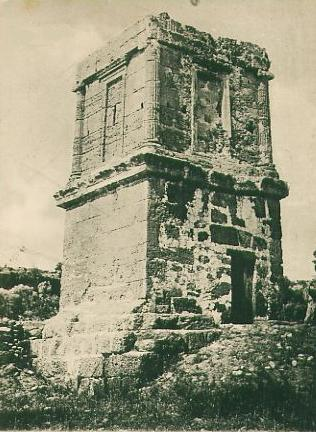
Heroon en Agrigento (Sicilia).

Un heroon (del griego ἡρῷον, romanizado: hērôion, plural, ἡρῷα heroa), latinizado como heroum, es un tipo de santuario de la cultura clásica antigua (griegos, romanos y en algunos casos por otras sociedades como los iberos) como lugar de culto o conmemoración de un héroe. Comúnmente solían construirse sobre las tumbas o cenotafios. El heroon, como estructura funeraria, comienza a aparecer en el periodo geométrico (900-700 a. C.). Durante el Período Arcaico y Clásico la mayoría de heroon adoptaron la forma de túmulo. El ejemplo más claro de esta época es el heroon de Paestum, construido alrededor del 520 a.C., ubicado en el ágora de la polis. En un principio un túmulo cubría la tumba, pero con el paso del tiempo este se perdió  y dejó al descubierto la parte superior de la estructura y diferenciándose del resto del ágora mediante una pared de piedras cubiertas con tierra. En el Período Helenístico los heroon adoptan la morfología de tumbas de la época, estructuras de planta cuadrada coronadas por una torre con diferentes decoraciones. Los ejemplos más conocidos son los heroon de Sagalassos, en Turquía, y Agrigento, en Sicilia.
El culto a los héroes era una práctica muy extendida entre dichos pueblos. El héroe tenía un papel central en la vida de la polis, dando a la ciudad un referente para su identidad.
El culto habitualmente se centraba alrededor del heroon, en el cual se creía reposaban los restos del héroe (reliquias), aunque en numerosas ocasiones las tumbas estaban vacías. A menudo estaban dentro de las ciudades, en el ágora o junto a las puertas de la ciudad, o incluso dentro de un gran santuario religioso, como el heroon de Pélope en el Altis de Olimpia, conocido como Pelopio. Se hacían ofrendas, comidas y se hacía consideración de que el héroe aún estaba vivo y recibía esas ofrendas. La "posesión" de un héroe por una determinada ciudad era visto como algo fundamental para el buen devenir de esta. Esta superstición llevó a algunas ciudades griegas a enfrentarse por el control de restos considerados heroicos.
Según la leyenda, Cimón de Atenas habría vengado la muerte del héroe Teseo en el 469 a. C., cuando encontró los huesos que, supuestamente, pertenecieron al héroe y regresó con ellos, en triunfo, a Atenas. Del mismo modo, Heródoto registra en sus Historias que los espartanos asaltaron el heroon de la ciudad de Tegea para robar los huesos de Orestes. Esto fue considerado como un cambio en la lealtad del héroe, que pasó de Tegea a Esparta, asegurando que los espartanos podrían derrotar a los tegeatas como fue predicho por el Oráculo de Delfos.
Dionisio de Halicarnaso escribió que en Lavinium había un heroon en relación con el héroe Eneas:

«Y los latinos le levantaron un heroon con la inscripción: Al padre y dios de este lugar, que preside la corriente del río Númico. Pero hay algunos que sostienen que el heroon fue levantado por Eneas en honor a Anquises. Es un túmulo pequeño en derredor del cual se han plantado unas filas de árboles dignos de ver».
 Dionisio I, 64

Como bien relata el griego Dioniso de Halicarnaso durante época romana, estos monumentos perduran durante todo el Período Clásico. Los romanos siguieron con el legado de los griegos en su construcción.
El heroon de Alcaeus, el fundador de Eleuterion, se correspondía con las estructuras que se realizaban en la época, hacia el 500 a. C. Constaba de un túmulo de tierra delimitado por una hilera de piedras y en su interior se encontraba la cámara funeraria, de planta cuadrada, construida mediante bloques de piedra regularmente tallados. El techo era a dos aguas, con losas de piedra. En realidad la tumba era un cenotafio y no contenía ningún cuerpo.
La única manera de conocer mejor la planificación arquitectónica antigua es convertir las dimensiones métricas en la unidad de pie del arquitecto, que debe calcularse con base en las medidas dentro del edificio. En el caso del heroon, un edificio monumental único para su época, este análisis resulta gratificante. Cuando probamos una longitud de pie de 30 cm, la repartición se vuelve clara. El ancho (medida interior treinta pies) consta de dos naves iguales de quince pies. Este vano determinó el largo interior de ciento cincuenta pies. Este largo se dividió en una sala principal de setenta y cinco pies, y la mitad restante se dividió en un vestíbulo, las salas norte y sur y la sala del ábside, con treinta pies. A estas dimensiones interiores longitudinales se les añadió un porche de 8 pies, una pared trasera y una columnata, un total de 166 pies. Al ancho interior se agregaron dos muros largos y la columnata: un total de cuarenta y seis pies. Reducido a estas medidas de pies, el heroon nos aparece como una construcción simple, en la que el vano de quince pies parece ser la unidad de planificación de la planta